# Joseph Maillols
Joseph Maillols (Torrelles de la Salanca, 8 de març del 1876 - Bordeus, 25 de gener del 1949) va ser un militar i enginyer rossellonès membre de la primera fornada d'aviadors militars francesos.

## Biografia
S'allistà l'11 de setembre del 1894, a la 2a. companyia d'obrers d'artilleria. El 1901 entrà a l'Escola Militar d'Artilleria i Enginyers, d'on en sortí sotstinent amb destinació a la 2a. companyia d'artificiers (1902). Ascendí a tinent de segona el 1904, i el 1905 es lesionà als genolls en estavellar-se l'aeroplà on volava com a observador de l'artilleria. Després d'una excedència de tres anys, el gener del 1910 s'incorporà al 12è regiment d'artilleria, d'on al 7.3.1910 fou adscrit al laboratori militar d'aviació de Vincennes, per romandre-hi fins al 30 de setembre del 1912. El 22.3.1910 esdevingué pilot militar: a l'1 de juliol del mateix any obtingué la llicència número 131 de l'Aéro-Club de France, després d'haver passat un curs de pilotatge a l'escola que Henry Farman tenia a l'aeròdrom de Châlons/Mourmelon. Per a l'ocasió havia pilotat un biplà Wright. Enquadrat en el tercer cos de l'exèrcit participà en les Maniobres de Picardia del 9 al 18 de setembre del 1910 en què el general Roques i el coronel Hirschauer decidiren confrontar grans pilots civils amb els pilots militars. Al mateix any, era passatger del tinent Félix Camermann quan, volant amb un biplà militar Henry Farman, guanyaren el premi Lazare Weiller de 1000 lliures esterlines per al vol biplaça militar més llarg. El vol durà tres hores i quinze minuts, i cobrí 126 milles i mitja (una mica més de 200 quilòmetres) des de l'aeròdrom de Châlons-Mourmelon a Chaussée Saint Victor (Blois) i tornar. Es considera que va ser el primer aviador que assolí una altitud de 1.000 metres.
Va ser adscrit al 1r. Grup Aeronàutic i el 23 de març del 1914 fou ascendit a capità. El 17 de novembre del 1917, quan dirigia el servei aeronàutic del 7è exèrcit, fou nomenat comandant del "Grand Parc Aéronautiquer nº 1".
Entre 1924 i 1929 (pel cap baix) era enginyer a Bordeus, població on moriria el 1949. Havia estat nomenat cavaller de la Legió d'Honor el 25 d'octubre del 1912.